# ADULT.
ADULT. са електропънк/елетроклаш/електро ноиз група от Детройт, Мичиган, използваща в музиката си аналогови синтезатори, дръм машини и голямо разнообразие от електронни мотиви. Извън родния Детройт, са добили особена популярност в Германия и Великобритания. Името на групата винаги се изписва с главни букви и точка в края на името, четейки се буквално Адълт точка (Adult period).

## История
ADULT. започват да издават музика още през 1998, но под името Plasma Co. Първоначално членовете на групата остават в сянка и имената им не се споменават до излизането на албума „Anxiety Always“, където вече се подвизават като съпружеското дуо Адам Лий Милър (музика) и Никола Кюперъс (вокали и артистично оформление). Милър и Кюперъс са и създателите на звукозаписната компания Ersatz Audio. В началото на своето турне в подкрепа на мини албума си „D.U.M.E.“ ADULT. обявяват, че вече са трио след като към тях се е присъединил китариста Самюел Консилио. Триото издържа съвсем кратко, защото Консилио напуска в началото на 2006.
ADULT. добиват популярност чрез постоянните си турбнета в Щатите и продукцията и издавана от независим лейбъл. През 2002 правят съвместно турне с Trans Am, а май 2003 групата е за първи път на самостоятелно турне в Щатите; впоследствие изнасят и първите си участия в Европа.
Членовете на ADULT. са с художествено образование: Адам Лий Милър е с диплома за художник, а съпругата му Никола Кюпърс – диплома за фотограф.
Преди сформирането на ADULT. Милър е свирил в групата Le Car. Кюперъс от своя страна освен, че се занимава с дизайна на албумите им, също така е била гост вокал и в други електронни проекти като Death in Vegas, Swayzak и Chicks on Speed. Отделно от музиката, Кюперъс има собствени фотографски изложби в САЩ и Европа.
ADULT. са ремиксирали множество свои колеги: Felix da Housecat, Fischerspooner, A Number of Names, The Faint, Erase Errata и Bis.

## Дискография

### Албуми
- 2001 Resuscitation (компилация от преработени вече издавани песни)
- 2003 Anxiety Always
- 2005 Gimmie Trouble
- 2007 Why Bother?

### Сингли и EP-та
- 1998 „Modern Romantics“ (като Plasma Co.)
- 1998 „Dispassionate Furniture“
- 1999 „Entertainment“
- 2000 „New-Phonies“
- 2000 „Nausea“
- 2002 „Misinterpreted“
- 2002 „Limited Edition“ 7“
- 2003 „Controlled Edition“ 7“
- 2004 „T & A“ 7“
- 2004 „Split/Split/Split“ 7“
- 2005 „D.U.M.E.“
- 2005 „Numbers + ADULT. = This Seven Inch“ 7“
- 2008 „The Decampment Trilogy“ (серия от три лимитирани издания (100 бройки) на 7-инчови сингли, придружени от снимки правни от Никола Кюперъс)